# アゾモナス属
アゾモナス属（アゾモナスぞく、Azomonas）は真正細菌のPseudomonadota門ガンマプロテオバクテリア綱シュードモナス目シュードモナス科の属の一つである。

## 概要
グラム陰性の非芽胞形成偏性好気性桿菌である。かつて存在したアゾトバクター科（Azotobacteraceae）（現在は廃止）とみなされていたことがある。鞭毛を持ち運動性を示すものがある。属名Azomonasは、新ラテン語で「窒素の」を意味する接頭辞の"azo-"とラテン語で「単位」「ユニット」を意味する"monas"を組み合わせた造語であり、窒素の単位を意味する。GC含量は52から59。
水中や土壌に存在する窒素固定細菌として知られ、広義のアゾトバクターに含まれる。ただし、アゾトバクター属と異なりシストを形成せず、窒素固定は比較的低いpHで行われる。またほかの特徴として水に対して不溶性の色素を生産するものが多い。

## 下位分類（種）
リゾバクター属は以下の種を含む(2024年8月現在)。
- Azomonas agilis　アゾモナス・アギリス

(Beijerinck 1901) Winogradsky 1938 (IJSEMリストに掲載 1980)
- Azomonas insignis　アゾモナス・インシグニス

(Derx 1951) Jensen 1955 (IJSEMリストに掲載 1980)
- Azomonas macrocytogenes　アゾモナス・マクロサイトゲネス

(Jensen 1955) New and Tchan 1982